# George Seaton
George Seaton (South Bend, 17 aprile 1911 – Beverly Hills, 28 luglio 1979) è stato un regista, sceneggiatore e produttore cinematografico statunitense.

## Biografia
Iniziò la sua carriera come attore radiofonico a Detroit, Michigan. Lì ebbe il suo primo ruolo come protagonista dello sceneggiato The Lone Ranger in alcune trasmissioni di prova del gennaio 1933. 
Vinse l'Oscar come miglior sceneggiatore nel 1948 per Il miracolo della 34ª strada ed ebbe una candidatura nel 1955 all'oscar per la regia del film La ragazza di campagna. Ricevette il Premio umanitario Jean Hersholt nel 1961. Morì di cancro a 68 anni a Beverly Hills, California.

## Filmografia

### Regista e sceneggiatore
- Il cavallino d'oro (Diamond Horseshoe) (1945)
- Donnine d'America (Junior Miss) (1945)
- The Shocking Miss Pilgrim (1947)
- Il miracolo della 34ª strada (Miracle on 34th Street) (1947)
- Amore sotto i tetti (Apartment for Peggy) (1948)
- Chicken Every Sunday (1949)
- La città assediata (The Big Lift) (1950)
- Si può entrare? (For Heaven's Sake) (1950)
- Tutto può accadere (Anything Can Happen) (1952)
- Per ritrovarti (Little Boy Lost) (1953)
- La ragazza di campagna (The Country Girl) (1954)
- Anche gli eroi piangono (The Proud and Profane) (1956)
- Il falso traditore (The Counterfeit Traitor) (1962)
- Le ultime 36 ore (36 Hours) (1964)
- Una meravigliosa realtà (What's So Bad About Feeling Good?) (1968)
- Airport (1970)

### Solo sceneggiatore
- Student Tour, regia di Charles Reisner (1934) – Soggetto
- The Winning Ticket, regia di Charles Reisner (1935) – Soggetto
- Un giorno alle corse (A Day at the Races), regia di Sam Wood (1937) – Anche soggetto
- Palcoscenico (Stage Door), regia di Gregory La Cava (1937) – Co-sceneggiatore, non accreditato
- Il mago di Oz (The Wizard of Oz), regia di Victor Fleming (1939) – Co-sceneggiatore, non accreditato
- Notte bianca (The Doctor Takes a Wife), regia di Alexander Hall (1940)
- Ciò che si chiama amore (This Thing Called Love), regia di Alexander Hall (1940)
- Una notte a Rio (That Night in Rio), regia di Irving Cummings (1941)
- Appuntamento a Miami (Moon Over Miami), regia di Walter Lang (1941)
- La zia di Carlo (Charley's Aunt), regia di Archie Mayo (1941)
- Accadde una sera (Bedtime Story), regia di Alexander Hall (1941) – Co-sceneggiatore, non accreditato
- I cavalieri azzurri (Ten Gentlemen from West Point), regia di Henry Hathaway (1942) – Dialoghi aggiuntivi
- Il magnifico fannullone (The Magnificent Dope), regia di Walter Lang (1942)
- The Meanest Man in the World, regia di Sidney Lanfield (1943)
- L'isola delle sirene (Coney Island), regia di Walter Lang (1943)
- Bernadette (The Song of Bernadette), regia di Henry King (1943)
- The Eve of St. Mark, regia di John M. Stahl (1944)
- The Cockeyed Miracle, regia di Sylvan Simon (1946) – Soggetto
- TV de Vanguarda (1954) – Serie tv, episodio De Ilusão Também Se Vive
- The 20th Century-Fox Hour (1955-1956) – Serie tv, episodi The Miracle on 34th Street e The Hefferan Family
- Lux Video Theatre (1956) – Serie tv, episodio Little Boy Lost
- Miracle on 34th Street, regia di William Corrigan (1959) – Film tv

### Solo regista
- La parata dell'impossibile (Where Do We Go from Here?) (1945) – Non accreditato, co-regia con Gregory Ratoff
- Williamsburg: The Story of a Patriot (1957) – Cortometraggio
- 10 in amore (Teacher's Pet) (1958)
- Il piacere della sua compagnia (The Pleasure of His Company) (1961)
- L'uncino (The Hook) (1963)
- A viso aperto (Showdown) (1973)

## Riconoscimenti
- Premio Oscar
  - 1944 – Candidatura per la migliore sceneggiatura non originale per Bernadette
  - 1948 – Migliore sceneggiatura non originale per Miracolo nella 34ª strada
  - 1955 – Migliore sceneggiatura non originale per La ragazza di campagna
  - 1955 – Candidatura per il miglior regista per La ragazza di campagna
  - 1962 – Premio umanitario Jean Hersholt
  - 1971 – Candidatura per la migliore sceneggiatura non originale per Airport
- Golden Globe
  - 1948 – Migliore sceneggiatura per Miracolo nella 34ª strada
- Festival di Cannes
  - 1954 – Candidatura al Grand Prix per Little Boy Lost
  - 1955 – Candidatura alla Palma d'oro per La ragazza di campagna
- Festival internazionale del cinema di Berlino
  - 1961 – Candidatura all'Orso d'oro per Il piacere della sua compagnia
- Writers Guild of America Award
  - 1949 – Candidatura per la migliore sceneggiatura di una commedia per Amore sotto i tetti
  - 1949 – Candidatura al Robert Meltzer Award per Amore sotto i tetti
  - 1955 – Candidatura per la migliore sceneggiatura di un film drammatico per La ragazza di campagna
  - 1961 – Laurel Award
  - 1968 – Valentine Davies Award
  - 1971 – Candidatura per la migliore sceneggiatura non originale per Airport
  - 1979 – Morgan Cox Award
- Locarno Festival
  - 1948 – Migliore sceneggiatura non originale per Miracolo nella 34ª strada
- New York Film Critics Circle Awards
  - 1954 – Candidatura per il miglior regista per La ragazza di campagna
- Directors Guild of America Award
  - 1955 – Candidatura per il miglior regista per La ragazza di campagna
  - 1959 – Candidatura per il miglior regista per 10 in amore
- Laurel Awards
  - 1960 – Candidatura per il miglior produttore
  - 1962 – Candidatura per il miglior produttore
  - 1962 – Candidatura per il miglior regista
  - 1963 – Candidatura per il miglior regista